# Maï-Sous Robert-Dantec
 (mars 2023).
Si vous disposez d'ouvrages ou d'articles de référence ou si vous connaissez des sites web de qualité traitant du thème abordé ici, merci de compléter l'article en donnant les références utiles à sa vérifiabilité et en les liant à la section « Notes et références ».
Maï-Sous Robert-Dantec (?-2002) est une sophrologue française, épouse de Gwenc’hlan Le Scouëzec. Elle est barde de la Gorsedd de Bretagne (son mari est le Grand Druide de Bretagne).
Kinésithérapeute de formation, elle s'intéresse à la sophrologie et à la psychologie et obtient une Maîtrise de psychologie à la Faculté de Rennes. Elle obtient des diplômes de sophrologie à Leysin en Suisse, et à Barcelone. Elle édite des cassettes de relaxation. 

## Publications
- Sophrologie et enchantements. Beltan, Brasparts, 1987.
- La porte est en dedans - Le Rêve, le Conte, l'Image. Beltan, 1991.
- Sophrologie Médicale et paramédicale Congrès de Roscoff, 2000.
- Enez Eusa, Ouessant mystérieux. Élisart Éditeur, 2001. (avec la coll. de Gwenc’hlan Le Scouëzec)